# Carex melanostachya
Carex melanostachya är en halvgräsart som beskrevs av Friedrich August Marschall von Bieberstein och Carl Ludwig von Willdenow. Enligt Catalogue of Life ingår Carex melanostachya i släktet starrar och familjen halvgräs, men enligt Dyntaxa är tillhörigheten istället släktet starrar och familjen halvgräs. Arten har ej påträffats i Sverige. Inga underarter finns listade i Catalogue of Life.

## Bildgalleri

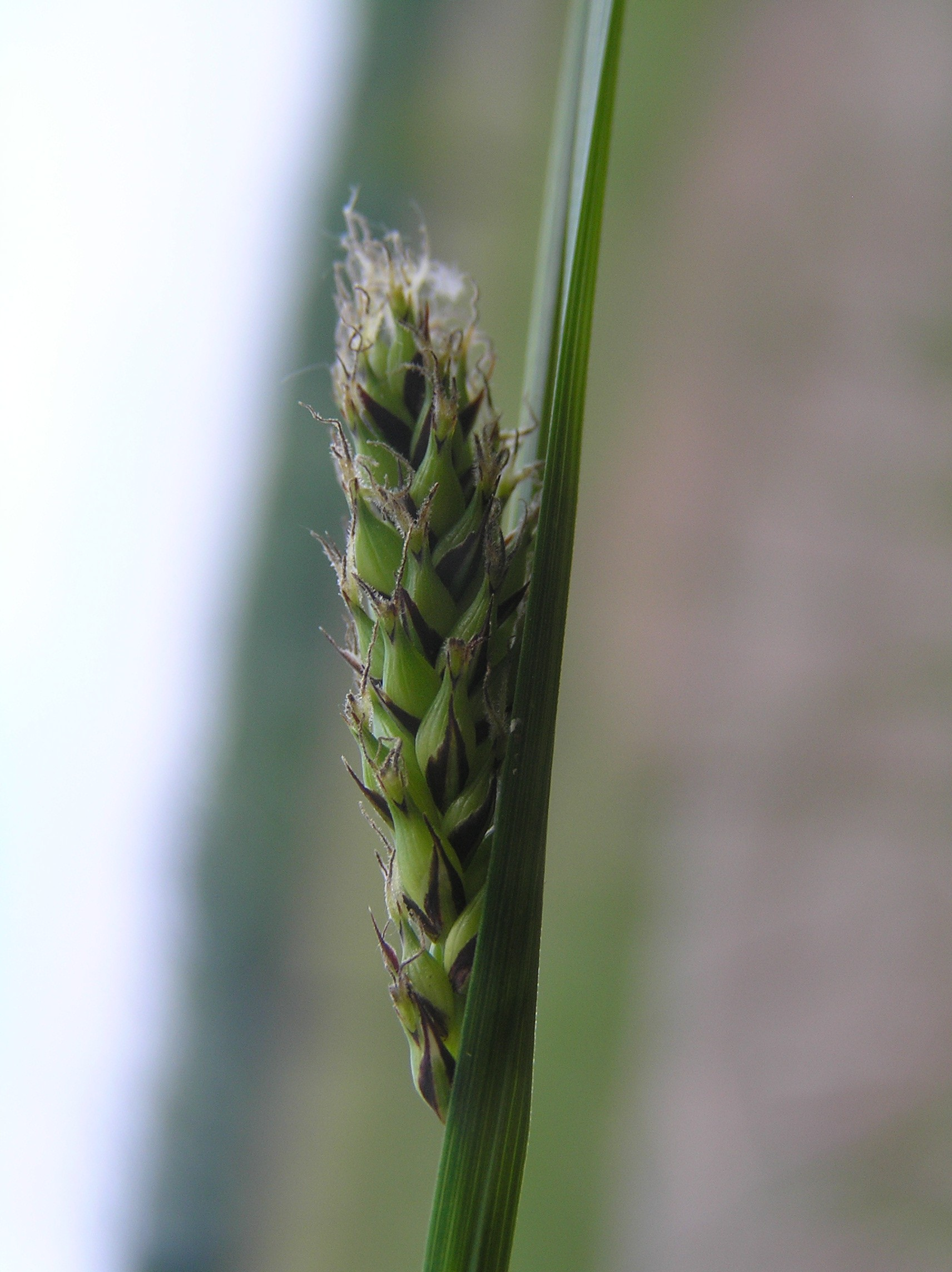
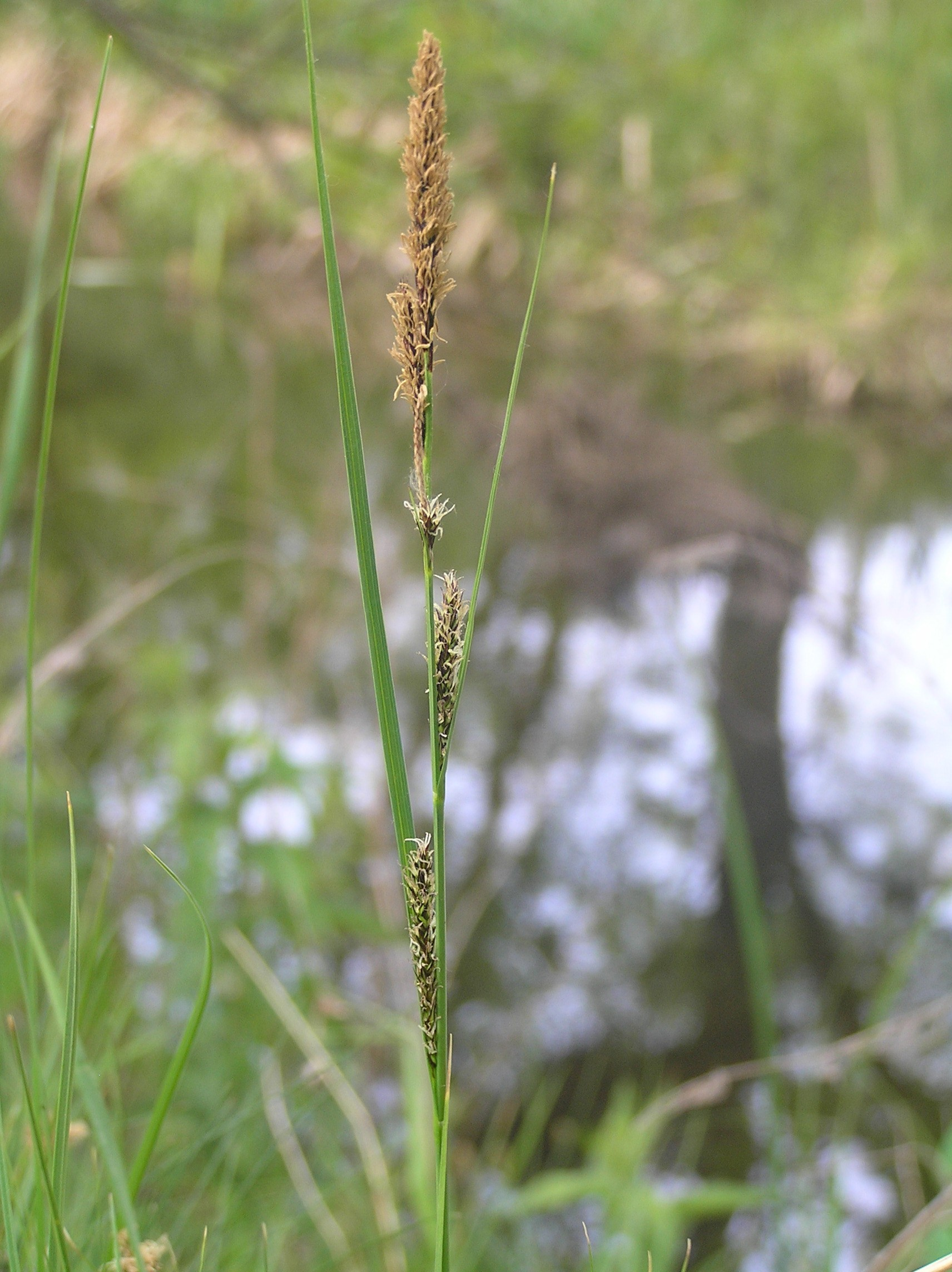
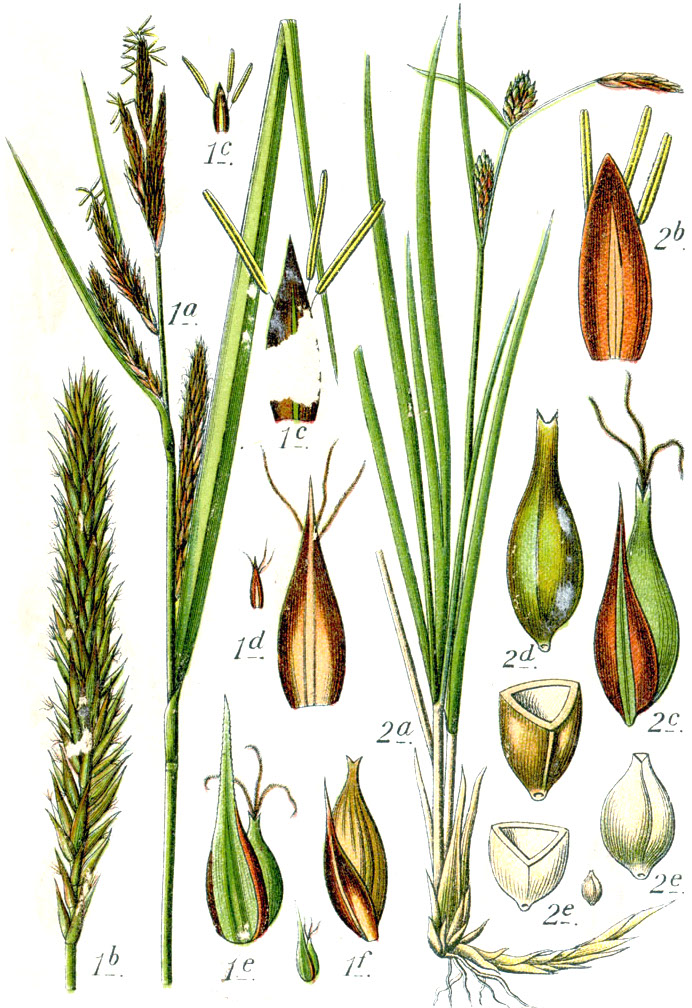